# Alfabeto maltês
O alfabeto maltês é derivado do alfabeto latino, incluindo 30 caracteres:
Seis dos caracteres resultam da adição de diacríticos e/ou são dígrafos: